# لي إي. غودمان
لي إي. غودمان (بالإنجليزية: Lee E. Goodman) هو سياسي أمريكي، ولد في 29 مارس 1964 في دانفيل في الولايات المتحدة. حزبياً، نشط في الحزب الجمهوري.